# Go Ahead Eagles in het seizoen 1999/00
Het seizoen 1999/2000 was het 46e jaar in het bestaan van de Deventerse betaaldvoetbalclub Go Ahead Eagles. De club kwam uit in de Eerste divisie en eindigde daarin op de 14e plaats. Tevens deed de club mee aan het toernooi om de KNVB Beker, hierin werd in de achtste finale verloren van FC Utrecht (3–5).

## Wedstrijdstatistieken

### Eerste divisie
|       | ADO Den Haag | Dordrecht '90 | Eindhoven | Emmen | HFC Haarlem | Excelsior | FC Groningen | Helmond Sport | Heracles Almelo | NAC   | RBC Roosendaal | Telstar | TOP Oss | BV Veendam | FC Volendam | VVV   | FC Zwolle |
| ----- | ------------ | ------------- | --------- | ----- | ----------- | --------- | ------------ | ------------- | --------------- | ----- | -------------- | ------- | ------- | ---------- | ----------- | ----- | --------- |
| Thuis | 0 – 2        | 4 – 4         | 0 – 2     | 1 – 3 | 1 – 2       | 2 – 3     | 1 – 1        | 6 – 0         | 3 – 1           | 2 – 3 | 1 – 0          | 3 – 0   | 2 – 2   | 1 – 2      | 4 – 1       | 1 – 0 | 2 – 3     |
| Uit   | 0 – 0        | 1 – 1         | 0 – 2     | 3 – 1 | 1 – 0       | 6 – 1     | 1 – 4        | 2 – 1         | 1 – 0           | 3 – 2 | 1 – 1          | 0 – 3   | 3 – 1   | 2 – 2      | 2 – 2       | 2 – 0 | 1 – 1     |

### KNVB Beker
| Groepsfase                                             | Bennekom                                                                                              | 0 – 3 (0 – 1) | Go Ahead Eagles                                        |
| 6 augustus 1999 Plaats: Bennekom Sportpark de Eikelhof | |               | 23' Dick Kooijman 48' John Stegeman 63' Dick Schreuder |
| Groepsfase                                             | Go Ahead Eagles                                                                                       | 5 – 1 (4 – 1) | AGOVV                                                  |
| 10 augustus 1999 Plaats: Deventer De Adelaarshorst     | Resit Schuurman 7' (pen.) Dick Schreuder 9' 36' John Stegeman 38' Patrick Peelen 90' Jochem de Weerdt |               | 26' Erkan Bocu                                         |
| Groepsfase                                             | Go Ahead Eagles                                                                                       | 3 – 1 (1 – 1) | De Graafschap 2                                        |
| 17 augustus 1999 Plaats: Deventer De Adelaarshorst     | Dick Kooijman 9' John Stegeman 65', 89'                                                               |               | 19' Glenn van Veen                                     |
| 2e ronde                                               | Go Ahead Eagles                                                                                       | 3 – 1 (2 – 0) | Scheveningen                                           |
| 22 september 1999 Plaats: Deventer De Adelaarshorst    | Dick Schreuder 10' Resit Schuurman 17' Hendrie Krüzen 61'                                             |               | 86' Yashin Asrih                                       |
| 3e ronde                                               | Go Ahead Eagles                                                                                       | 2 – 1 (1 – 0) | Baronie                                                |
| 28 oktober 1999 Plaats: Deventer De Adelaarshorst      | John Stegeman 45' Michiel Sol 53'                                                                     |               | 46' Jeroen van Moorsel                                 |
| Achtste finale                                         | FC Utrecht                                                                                            | 5 – 3 (2 – 0) | Go Ahead Eagles                                        |
| 30 januari 2000 Plaats: Utrecht Galgenwaard            | Didier Martel 18' (pen.) John de Jong 38' Theo Lucius 58' Dirk Kuijt 81' Patrick Zwaanswijk 86'       |               | 52', 55' Mike Zonneveld 61' Dick Kooijman              |

## Statistieken Go Ahead Eagles 1999/2000

### Eindstand Go Ahead Eagles in de Nederlandse Eerste divisie 1999 / 2000
| Stand | Gespeeld | Gewonnen | Gelijk | Verloren | Punten | Doelpunten voor | Doelpunten tegen |
| ----- | -------- | -------- | ------ | -------- | ------ | --------------- | ---------------- |
| 14e   | 34       | 9        | 9      | 16       | 36     | 56              | 58               |

### Topscorers
| #                 | Naam              | Goal |
| ----------------- | ----------------- | ---- |
| 1.                | John Stegeman     | 12   |
| 2.                | Dick Kooijman     | 10   |
| 3.                | Hubert Dijk       | 5    |
| 3.                | Patrick Peelen    | 5    |
| 3.                | Dick Schreuder    | 5    |
| 6.                | Stefan Buitenhuis | 4    |
| 6.                | Jan Kromkamp      | 4    |
| 8.                | Hendrie Krüzen    | 3    |
| 9.                | Resit Schuurman   | 2    |
| 9.                | Mike Zonneveld    | 2    |
| 11.               | Marcel Muhlack    | 1    |
| 11.               | Jochem de Weerdt  | 1    |
| 11.               | Mark Wiggers      | 1    |
| Onbekend doelpunt |                   |      |
| –                 | Onbekend          | 1    |
| Totaal            | Totaal            | 56   |

| #      | Naam             | Goal |
| ------ | ---------------- | ---- |
| 1.     | John Stegeman    | 5    |
| 2.     | Dick Kooijman    | 3    |
| 2.     | Dick Schreuder   | 3    |
| 4.     | Resit Schuurman  | 2    |
| 4.     | Mike Zonneveld   | 2    |
| 6.     | Hendrie Krüzen   | 1    |
| 6.     | Patrick Peelen   | 1    |
| 6.     | Michiel Sol      | 1    |
| 6.     | Jochem de Weerdt | 1    |
| Totaal | Totaal           | 19   |

## Voetnoten
ADO Den Haag ·
Dordrecht '90 ·
Eindhoven ·
Emmen ·
Excelsior ·
Go Ahead Eagles ·
FC Groningen ·
Haarlem ·
Helmond Sport ·
Heracles Almelo ·
NAC ·
RBC Roosendaal ·
Telstar ·
TOP Oss ·
BV Veendam ·
FC Volendam ·
VVV ·
FC Zwolle